# Eywiller
Eywiller é uma comuna francesa na região administrativa de Grande Leste, no departamento Baixo Reno. Estende-se por uma área de 4,71 km². Em 2010 a comuna tinha 283 habitantes (densidade: 60,1 hab./km²).